# Фолксономия
Фолксоно́мия (англ. folksonomy, от folk — народный + taxonomy таксономия, от гр. расположение по порядку + закон) — народная классификация, практика совместной категоризации информации (текстов, ссылок, фото, видеоклипов и т. п.) посредством произвольно выбираемых меток, называемых тегами.
Известна как совместное тегирование, социальная классификация, социальное индексирование и социальное тегирование.
Другими словами, это понятие относится к спонтанному сотрудничеству группы людей с целью организации информации, которое интересно тем, что оно полностью отличается от традиционных формальных методов фасетной классификации. Как правило, это явление возникает только в неиерархических сообществах, таких как общедоступные веб-сайты, а не в многоуровневых коллективах. Так как организаторы информации обычно являются её же основными пользователями, фолксономия производит результаты, более точно отражающие совокупную концептуальную модель информации всей группы.

## Пример
Более или менее удачное применение народной классификации: http://www.last.fm/music (определённое число раз применённый тег автоматически становится отображаемым в текстах описаний музыкальных групп). Таким образом происходит классификация по жанрам, а разметка статей формируется не только на основе базовой, но и с применением произвольного числа тегов.

## Преимущества и недостатки
Фолксономия имеет ряд преимуществ: 
- тегирование легко понять и сделать даже без обучения и предшествующих знаний в области классификации или индексации
- словарный запас в фолксономии напрямую отражает словарный запас пользователя
- фолксономия очень гибкая в том смысле, что пользователь может добавлять или удалять теги
- теги состоят как из популярного контента, так и из длинного хвоста, что позволяет пользователям просматривать и открывать новый контент даже в узких темах
- теги отражают концептуальную модель пользователя без культурного, социального или политического уклона
- разрешить создание сообществ в том смысле, что пользователи, применяющие один и тот же тег, имеют общие интересы
- фолксономия  многомерна, в том смысле, что пользователи могут назначать любое число и комбинацию тегов для выражения концепции

Есть также несколько недостатков фолксономии:
- простота тегирования может привести к плохо применённым тегам
- теги часто бывают неоднозначными и чрезмерно персонализированными
- пользователи применяют теги к документам различными способами, и в системах тегов также часто отсутствуют механизмы для обработки синонимов, сокращений и омонимов, а также им часто не хватает механизмов для обработки вариантов написания, таких как орфографические ошибки, форма единственного или множественного числа
- некоторые системы тегов не поддерживают теги, состоящие из нескольких слов
- иногда пользователи выбирают специализированные теги или теги, не имеющие значения для других

## Внешние ссылки
- Joshua Porter. Folksonomies: A User-Driven Approach to Organizing Content (англ.) (26 апреля 2005). Дата обращения: 27 августа 2012. Архивировано из оригинала 1 сентября 2012 года.